# Liste der Naturdenkmale in Germersheim
Die Liste der Naturdenkmale in Germersheim nennt die im Gemeindegebiet von Germersheim ausgewiesenen Naturdenkmale (Stand 17. April 2013).

## Naturdenkmale
| Nr.         | Bezeichnung                                | Lage                                      | Beschreibung                                | Bild                                    |
| ----------- | ------------------------------------------ | ----------------------------------------- | ------------------------------------------- | --------------------------------------- |
| ND-7334-181 | Platanen in der Alten Schiffsbrückenstraße | Alte Schiffsbrückenstraße Lage            | Platanus sp., acht Bäume, um 1850 gepflanzt | Direkt Bild zu diesem Denkmal hochladen |
| ND-7334-203 | Platanen beim Technischen Hilfswerk        | Alte Schiffsbrückenstraße, bei Nr. 2 Lage | Platanus sp., fünf Bäume, um 1850 gepflanzt | Direkt Bild zu diesem Denkmal hochladen |

## Ehemalige Naturdenkmale
| Nr.         | Bezeichnung  | Lage                 | Beschreibung                                 | Bild                                    |
| ----------- | ------------ | -------------------- | -------------------------------------------- | --------------------------------------- |
| ND-7334-179 | Maulbeerbaum | August-Keiler-Straße | Morus alba; Rechtsverordnung 2011 aufgehoben | Direkt Bild zu diesem Denkmal hochladen |